# Бабоа
Бабоа (абабуа, бабуа) — народ в Демократической Республике Конго. Населяют область к северу и востоку от города Кисангани в бассейне рек Арувими и Узле. Общая численность (вместе с родственными нгелима, ангба и канго) — более 1 млн человек.
Язык — либуа, входит в подгруппу конго языковой группы банту. Бабоа сохранили местные традиционные верования. Основное занятие — мотыжное земледелие (маниок, бананы, кукуруза, бататы, ямс), часть бабоа работает на плантациях кофе и предприятиях города Кисангани.
Для традиционной социальной организации характерны патрилинейная родовая организация, вирилокальный брак, ограниченное распространение полигинии.